# Quadros de uma Exposição

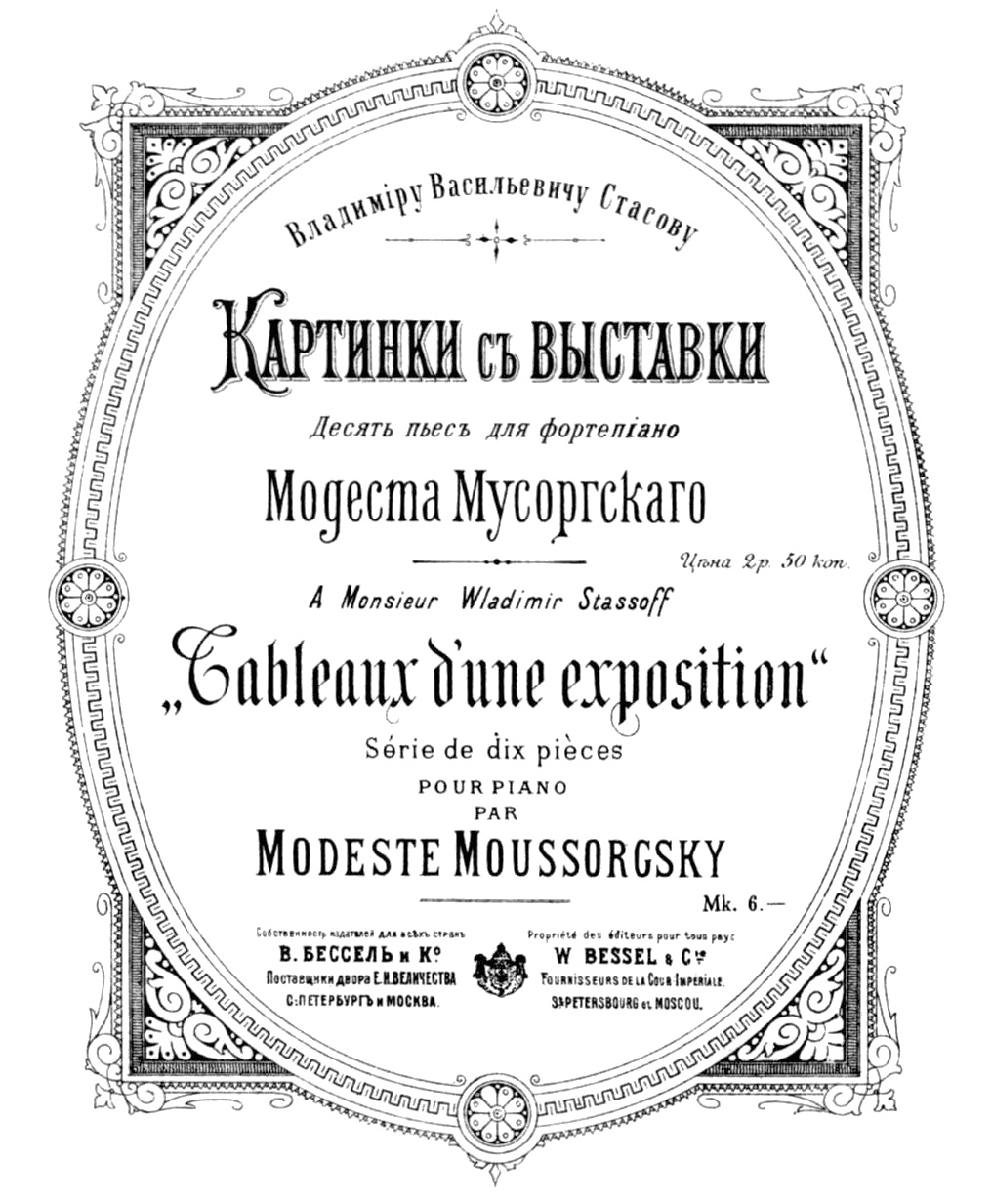
Cópia da primeira edição da obra

Quadros de uma Exposição (russo:  Картинки с выставки – Воспоминание о Викторе Гартмане, Kartínki s výstavki – Vospominániye o Víktore Gártmane, tradução literal "Quadros de uma Exposição – Uma Lembrança de Viktor Hartmann"; em francês:  Tableaux d'une exposition) é uma peça (suíte) escrita para piano por Modest Mussorgsky em junho de 1874. Viktor Hartmann, arquiteto e pintor, grande amigo de Mussorgsky, havia falecido recentemente (1873) aos 39 anos de idade. Em março de 1874, estava acontecendo uma exposição de seus quadros em uma galeria de São Petersburgo. Após visitá-la, o compositor resolveu prestar uma homenagem ao amigo. Escolheu dez dentre os quadros expostos e compôs uma música para cada um deles. Uniu através de um tema comum (“Promenade”) as várias partes da peça. As músicas exploram a corrente folclórica russa e o estilo de piano é inovador em sua austeridade e ausência de tessitura. Composta em uma época em que o piano era instrumento de brilho virtuosístico, a suíte foi durante algum tempo ignorada. Claude Debussy, grande compositor francês, era admirador confesso de Mussorgsky e estudou bastante esta suíte, pelo seu caráter singular.

## A peça
Quadros de uma Exposição descreve, em metáforas, através das notas do piano, um passeio em  uma  exposição de quadros, tendo os temas como guia. As músicas isoladas dos quadros  são unidas por um tema inicial e por quatro “intermezzo” da mesma melodia,  interpretada com diferentes harmonias através da obra.

## A obra
A obra compõe-se dos seguintes episódios:
1. ”Promenade” (Passeio) – Introdução – Allegro giusto, nel modo russico, senza allegrezza, ma poco sostenuto.
2. ”Gnomus” (Gnomo)  –  Sempre Vivo.
3. ”Promenade” (Passeio) – Moderato comodo assai e con delicatezza.
4. ”Il Vecchio Castello” (O Castelo Medieval) – Andante molto cantabile e con dolore.
5. ”Promenade” (Passeio) – Moderato non tanto, pesante.
6. ”Tuileries” (Tulherias) – Allegretto non troppo, cappricioso.
7. ”Bydlo” (Carro de Bois) – Sempre moderato, pensante.
8. ”Promenade” (Passeio) – Tranquillo.
9. ”Ballet des Petits Poussins dans leurs Coques” (Balé dos Pintainhos em suas Cascas de Ovos) – Schernizo.
10. ”Samuel Goldenberg et Schmuyle” – Andante grave, energico.
11. ”Promenade” (Passeio) – Allegro giusto, nel modo russico, poco sostenuto.
12. ”Limoges, Le Marché” (O Mercado em Limoges) - Allegretto vivo, sempre scherzando. AFK.
13. ”Catacombae, Sepulcrum Romanum” (Catacumbas, Sepulcro Romano) – Largo.
14. "Cum Mortuis in Língua Mortua" (Com os Mortos em  Língua Morta) - Andante non troppo, com lamento.
15. ”La Cabane de Baba-Yaga sur de Pattes de Poule” (A Cabana de Baba-Yaga sobre Patas de Galinha) – Allegro com brio, feroce. Andante mosso. Allegro molto.
16. ”La Grande Porte de Kiev” (A Grande Porta de Kiev) – Allegro alla breve. Maestoso. Con grandezza.

## A suíte orquestrada
No verão europeu de 1922, atendendo a um pedido de Serge Koussevitzky, Maurice Ravel, compositor francês, orquestrou em Lyons-la-Forêt, França o original pianístico da peça. Ao fazê-lo, Ravel prestou um grande serviço a Mussorgsky. Grande parte da posterior popularidade da obra se deve ao excelente serviço por ele realizado. Porém, Ravel realizou a instrumentação de “Quadros de uma Exposição” à sua própria maneira, já que não conhecia as orquestrações realizadas por Mussorgsky. Com o seu apurado dom orquestral, soube extrair da obra a dosagem necessária dos instrumentos e criar sonoridades instrumentais precisas, tudo dentro do espírito dos temas.

## A versão rock
No ano de 1971, o grupo de rock progressivo Emerson, Lake and Palmer, famoso por mesclar música erudita e rock e pelo virtuosismo do tecladista Keith Emerson, gravou, em um disco ao vivo, uma versão rock da suíte, adicionando novos temas, baixo, bateria e vocais na obra. Em 2002, o álbum foi relançado, contendo tanto a versão original quanto uma nova versão, gravada em estúdio.